# Anthornis melanura
Anthornis melanura là một loài chim trong họ Meliphagidae.

## Hình ảnh

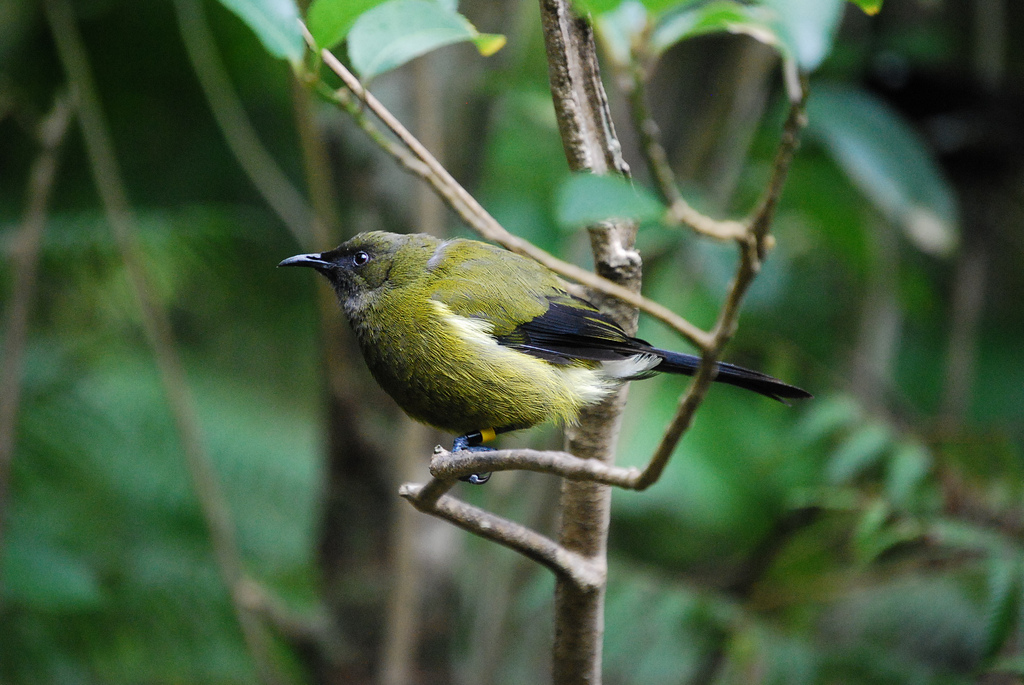
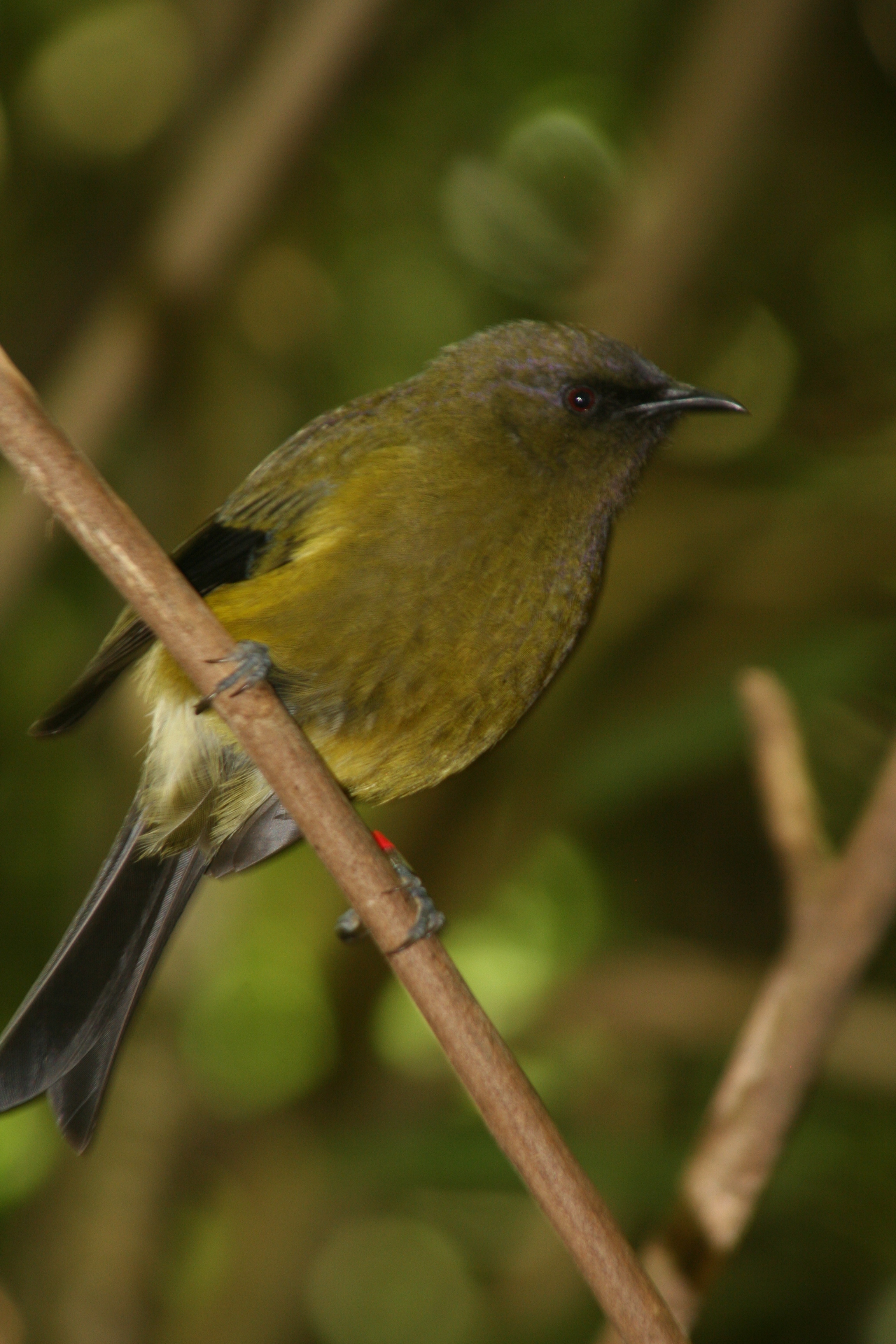
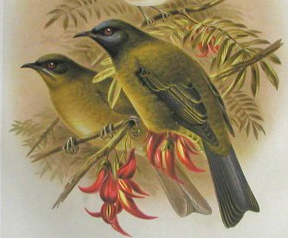
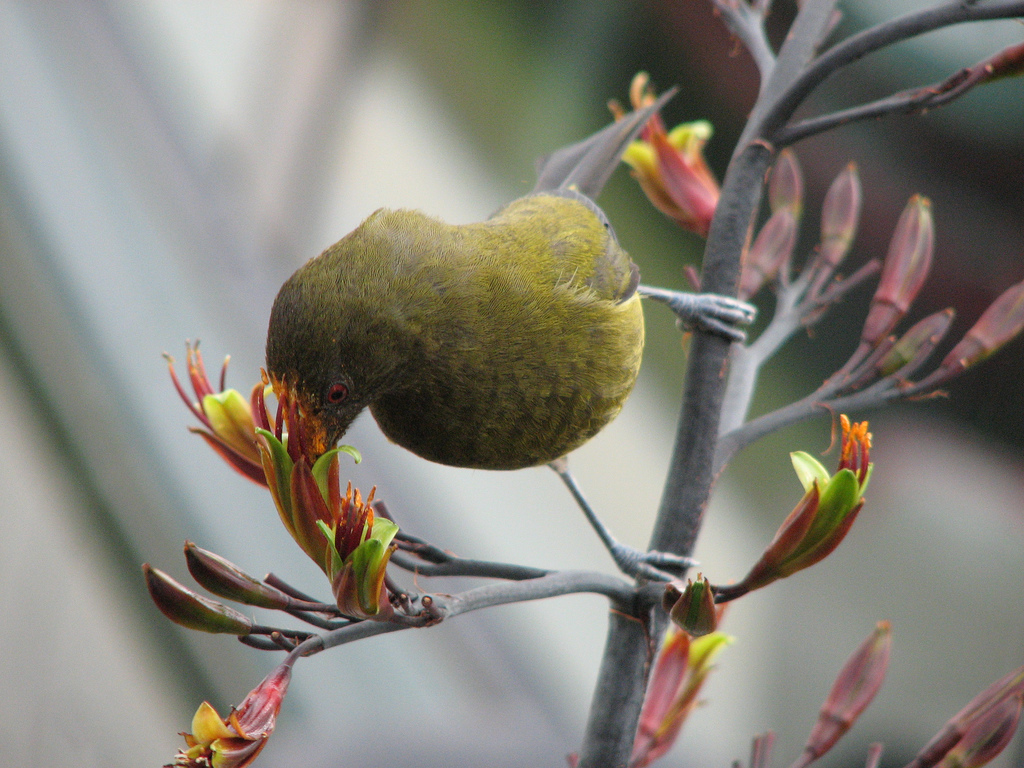
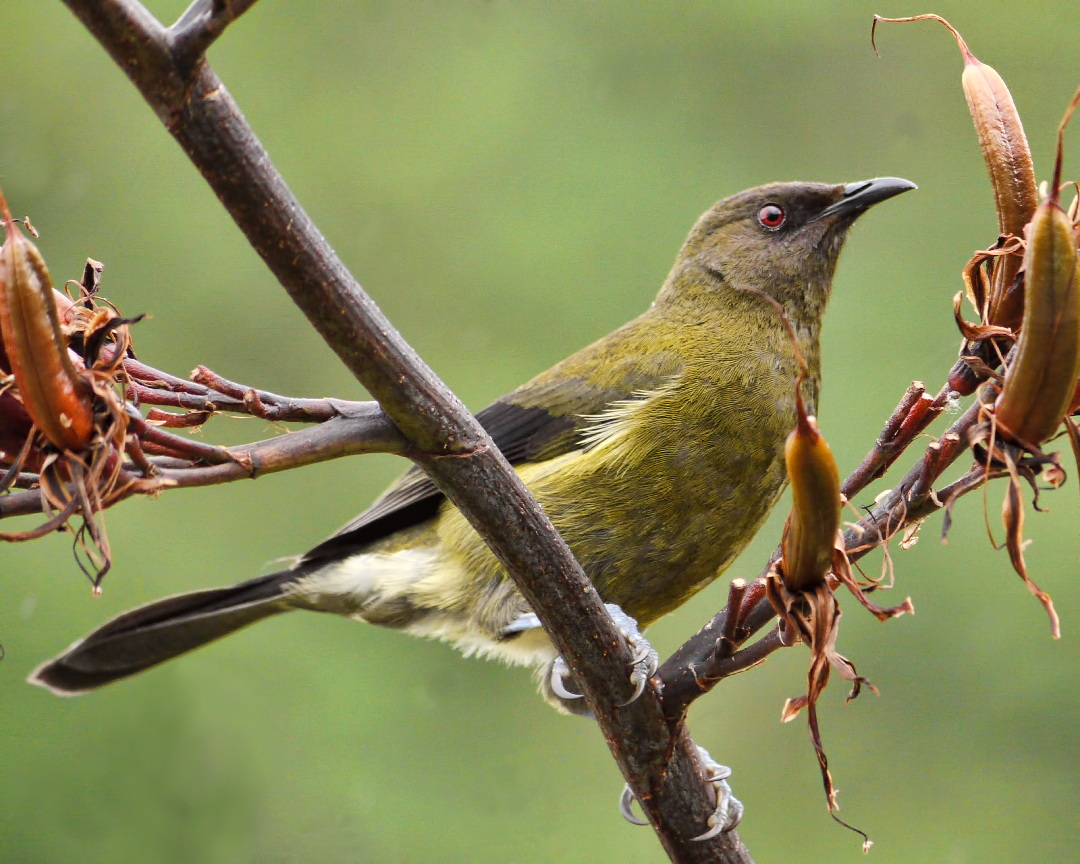
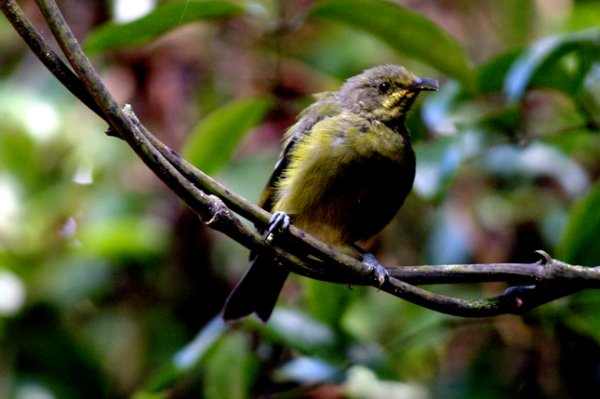